# Братська могила радянських воїнів (пр.Південний)

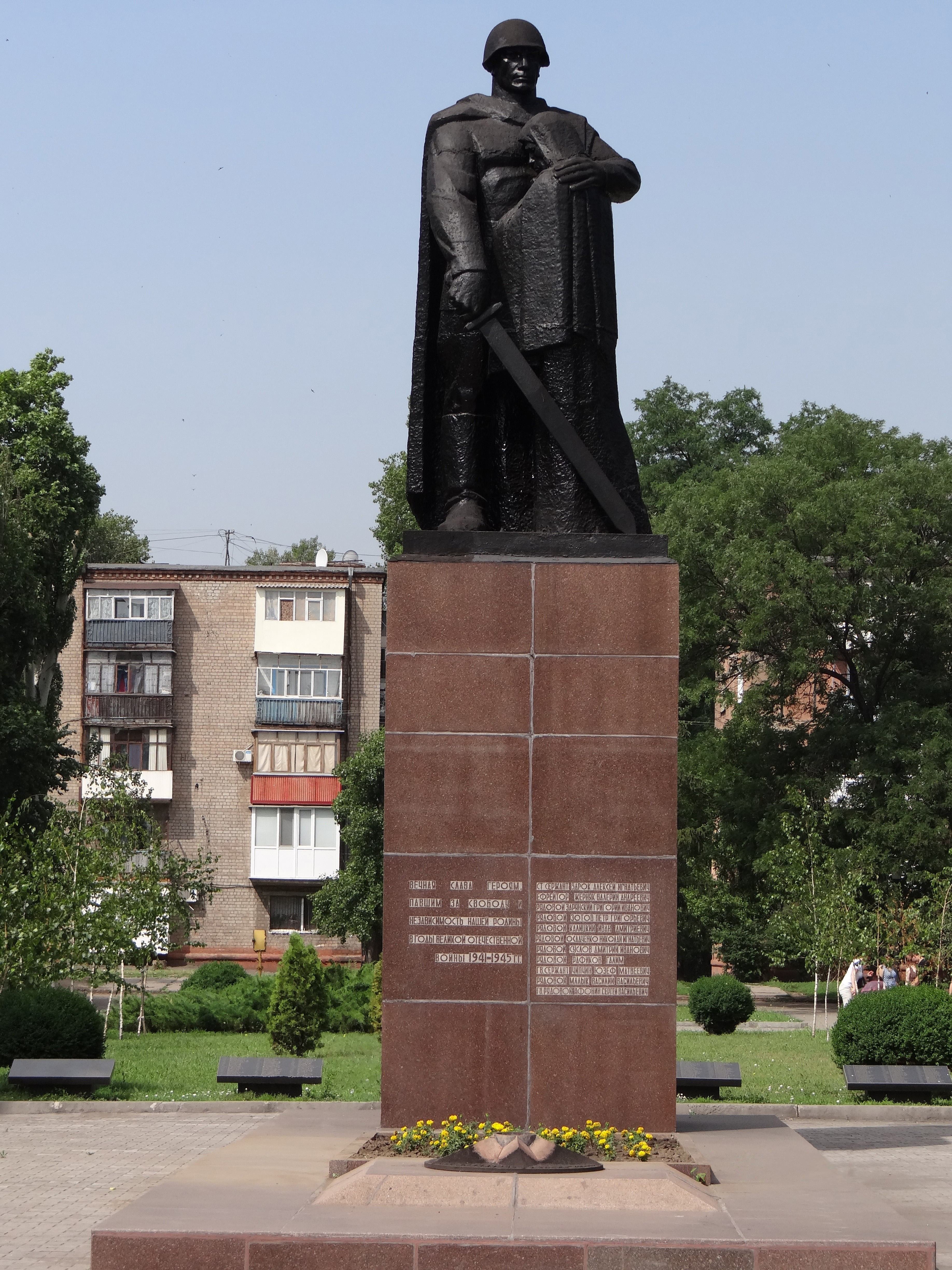

Братська могила радянських воїнів — пам'ятка місцевого значення, розташована в Інгулецькому районі, проспект Південний, у парку ім. Савицького біля палацу культури Південного ГЗК. Надмогильна скульптура на братській могилі встановлена у 1955 р. Виконавець — Харківська художня майстерня, масове виробництво. Сучасного вигляду пам'ятка набула після реконструкції у 1974 р., автор — скульптор О. В. Васякін.

## Передісторія
Пам'ятка пов'язана з подіями 1944 року. 18 лютого 1944 р. 4-та гвардійська стрілецька дивізія 46-ї армії визволила Новий Кривий Ріг (нині район Південного ГЗК). У братській могилі поховані бійці, що загинули під час визволення селища. Перший надгробок встановлено у 1945 р. 
У 1955 р. було встановлено перший пам'ятник із залізобетону у вигляді скульптури «Воїн з автоматом» на цегляному постаменті (висота скульптури — 2,7 м, висота постаменту — 3,5 м). Біля підніжжя пам'ятника була розміщена меморіальна бетонна плита з текстом російською мовою: «Здесь похоронены воины, погибшие за освобождение города Кривого Рога в период Великой Отечественной войны», а також перелік даних (військове звання, прізвище, ім'я та по батькові) восьми встановлених загиблих воїнів. Пам'ятник виготовили працівники Харківської художньої майстерні, масове виробництво.
Рішенням Дніпропетровського облвиконкому від 08.08.1970 р. № 618 пам'ятка була взята на державний облік з охоронним номером 1671.
У 1974 р. відбулася реконструкція пам'ятки: встановлено скульптурну композицію «Воїн, який захищає жінку», автор — Васякін Олександр Васильович, заслужений художник УРСР. На постаменті були викарбувані військові звання, прізвища, ім'я та по батькові восьми ідентифікованих загиблих воїнів.
У 1984 р. на постаменті пам'ятника було викарбувано військові звання, прізвища, імена та по батькові десяти загиблих воїнів, встановлених науковими співробітниками Криворізького історико-краєзнавчого музею, які входили до складу міського осередку Українського товариства з охорони пам'яток історії та культури.
У 1994 р. на постаменті пам'ятника були увічнені військові звання, прізвища, імена та по батькові одинадцяти загиблих воїнів, встановлених краєзнавцем В. П. Бухтіяровим.

## Пам’ятка
Братська могила закрита основою для постаменту розмірами 13,60х4,0 м.
Скульптурна група складається з двох об’ємних фігур висотою 3,0 м. Радянський воїн у формі, в плащі-наметі, правою рукою тримає опущений меч. До воїна зліва притулилася жінка в довгій сукні та довгому покривалі на голові. Матеріал – чавун, пофарбовано в чорний колір. Постамент прямокутної в плані форми, розмірами 2,20х2,0 м, висотою 4 м, обличкований полірованими гранітними плитками коричнюватого кольору. На лицевій стороні зліва вигравірувано й зафарбовано в білий колір напис російською мовою у 5 рядків великими літерами: «ВЕЧНАЯ СЛАВА ГЕРОЯМ, / ПАВШИМ ЗА СВОБОДУ И / НЕЗАВИСИМОСТЬ НАШЕЙ РОДИНЫ / В ГОДЫ ВЕЛИКОЙ ОТЕЧЕСТВЕННОЙ / ВОЙНЫ 1941-1945 гг.».На лицевій стороні справа вигравірувано й зафарбовано в білий колір надпис російською мовою у 11 рядків великими літерами (військові звання, прізвища, імена та по-батькові 11 загиблих воїнів): «СТ. СЕРЖАНТ ЗДРОК АЛЕКСЕЙ ИГНАТЬЕВИЧ / ЕФРЕЙТОР ЖЕРНЯК ВАЛЕРИЙ АНДРЕЕВИЧ / РЯДОВОЙ ЗАРЯНСКИЙ ГРИГОРИЙ ИВАНОВИЧ / РЯДОВОЙ ЗОТОВ ПЕТР ГРИГОРЬЕВИЧ / РЯДОВОЙ КАЛИЦКИЙ ИВАН ДМИТРИЕВИЧ / РЯДОВОЙ ОСАДЧЕНКО НИКОЛАЙ ИГНАТЬЕВИЧ / РЯДОВОЙ СУСЛОВ ДМИТРИЙ ИВАНОВИЧ / РЯДОВОЙ РАФИКОВ ГАЛИМ / ГВ. СЕРЖАНТ ЧИПЧИН ЮЗЕФ МАТВЕЕВИЧ / РЯДОВОЙ МАЛЫК ВАСИЛИЙ ВАСИЛЬЕВИЧ / ГВ. РЯДОВОЙ АФОНИН СЕРГЕЙ ВАСИЛЬЕВИЧ».
Вічний вогонь розташовується на спеціальному постаменті квадратної в плані форми, розмірами по низу 2,20х2,20 м, по верху 1,65х1,65 м, висотою 25 см, поверх спільного постаменту. Газовий пальник діаметром 0,20 м закритий декоративною чавунною плитою круглої в плані форми діаметром 1,0 м,в яку вписана об’ємна зірка. Між постаментом і вічним вогнем розташовується клумба прямокутної форми, розмірами 3,90х2,20 м, оточена бордюром висотою 10 см.